# Universidad Islámica de Gaza
La Universidad Islámica de Gaza (en árabe: الجامعة الإسلامية بغزة‎), también conocida como UIG o UI Gaza, es una universidad palestina independiente establecida en 1978 en la ciudad de Gaza. Fue la primera institución de educación superior que se estableció en la Franja de Gaza. La universidad cuenta con 11 facultades, además de 20 centros e institutos de investigación y un hospital afiliado, el Hospital de la Amistad Turco-Palestina.
La Universidad Islámica de Gaza es miembro de doce asociaciones y redes regionales e internacionales de educación superior, incluidas la Asociación Internacional de Universidades (IAU), la Unión de Universidades del Mediterráneo (UNIMED), la Asociación de Universidades Árabes (AAU), la Federación de Universidades del Mundo Islámico (FUIW), la Red Académica del Mar Negro y el Mediterráneo Oriental (BSEMAN) y la Red Universitaria Global para la Innovación-GUNi.
La Universidad Islámica sufrió daños por ataques aéreos israelíes durante los conflictos de 2008-2009, 2014 y 2023-2024. En diciembre de 2023, el profesor Sufyan Tayeh, presidente de la Universidad y destacado científico, murió junto con su familia en un bombardeo israelí contra el campo de refugiados de Jabalia.

## Historia

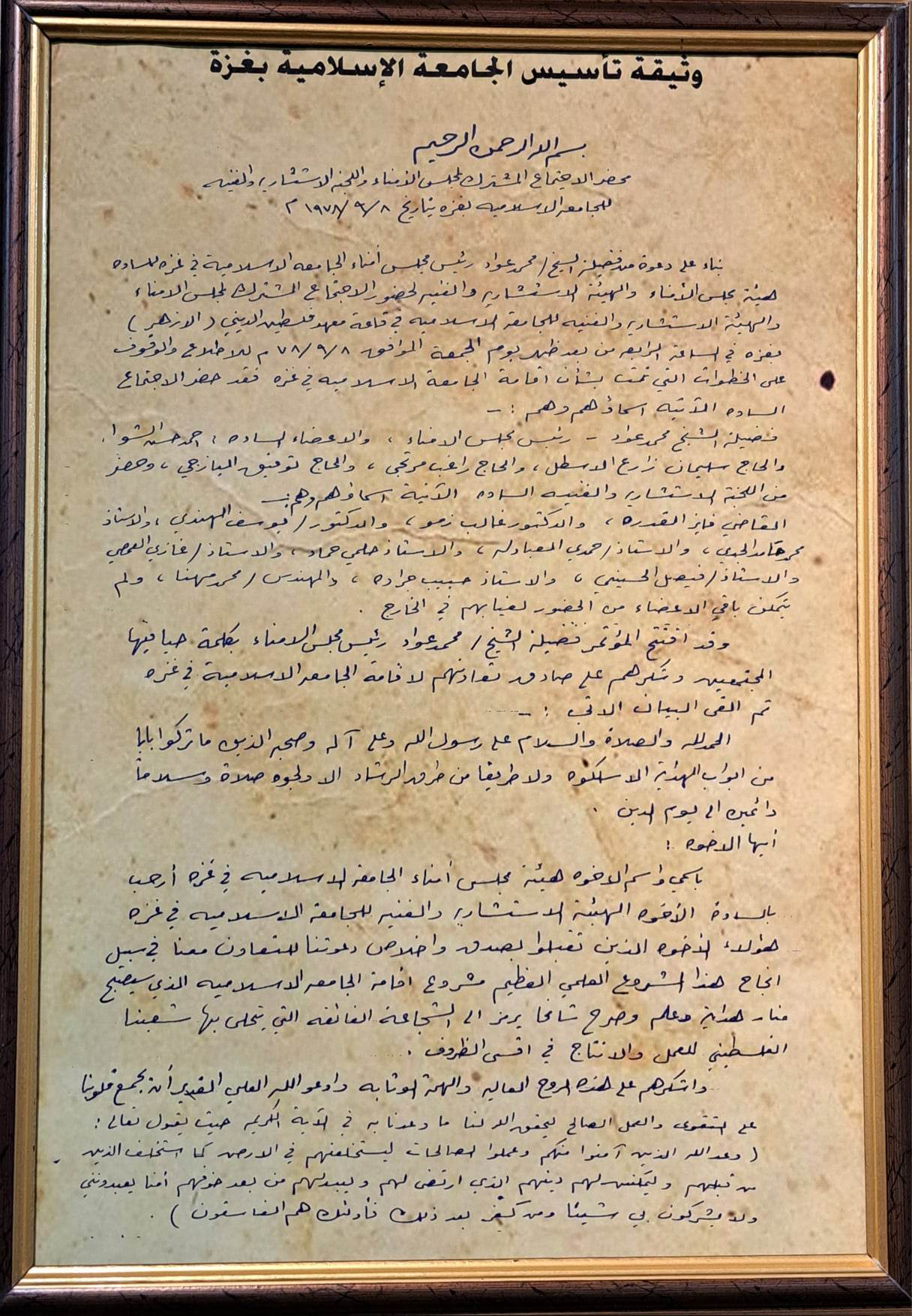
Una copia del documento fundacional de la UIG (museo de la UIG, 2023)

En los territorios palestinos ocupados por Israel no existieron universidades ni instituciones de educación superior en hasta 1972. Hasta ese momento, los graduados de secundaria palestinos tenían que cursar la educación superior en el extranjero, principalmente en universidades egipcias y jordanas. Sin embargo, las restricciones de viaje impuestas por el ejército israelí tras la ocupación de Cisjordania y la Franja de Gaza en 1967, los problemas económicos y las cuotas de admisión de estudiantes palestinos en las universidades árabes cambiaron esta situación. Se pusieron en marcha iniciativas por parte de líderes comunitarios para establecer instituciones de educación superior, a menudo en terrenos de escuelas e institutos ya existentes.
El jeque Mohammad Awwad, por entonces jefe de la sección gazatí de la Universidad de al-Azhar egipcia, asumió el cargo de presidente del comité fundador de la Universidad Islámica. El 12 de abril de 1978, el comité anunció la apertura de tres facultades: Sharía, Usool-Deen y Filología Árabe. La universidad fue inaugurada en noviembre de 1978 como una universidad independiente, sin ánimo de lucro y segregada por género. Fue la primera institución de educación superior en la Franja de Gaza. Las primeras clases se impartieron en tiendas de campaña. En 1992, fue la primera universidad palestina en dar clases de literatura estadounidense. La Facultad de Educación fue fundada en 1980 y las Facultades de Comercio y Artes en 1981. Le siguieron las Facultades de Enfermería e Ingeniería, fundadas en 1993. En 2005 se fundó la Facultad de Tecnología de la Información y en 2006 la Facultad de Medicina.
| Nombre                 | Años en el cargo |
| ---------------------- | ---------------- |
| Mohammad Awad          | 1978-1994        |
| Jamal Al-Khoudari      | 1994-2014        |
| Nasr al-Din Al-Muzaini | 2014-2022        |
| Mohammad Al-Aklouk     | 2022-            |

La Universidad Islámica fue percibida por los palestinos como un símbolo de sus esfuerzos políticos y de construcción nacional, por lo que estuvo sujeta a diversas restricciones impuestas por Israel.
La creación de la Facultad de Enfermería se retrasó hasta 1993 y llevó tiempo obtener los permisos de construcción. La libertad académica de la universidad quedó restringida y el movimiento del personal estuvo limitado por la Orden Militar 854. A diferencia de las universidades israelíes, a la Universidad Islámica de Gaza se le concedió una licencia temporal que requería renovaciones anuales y se le negaron exenciones fiscales.

## Campus

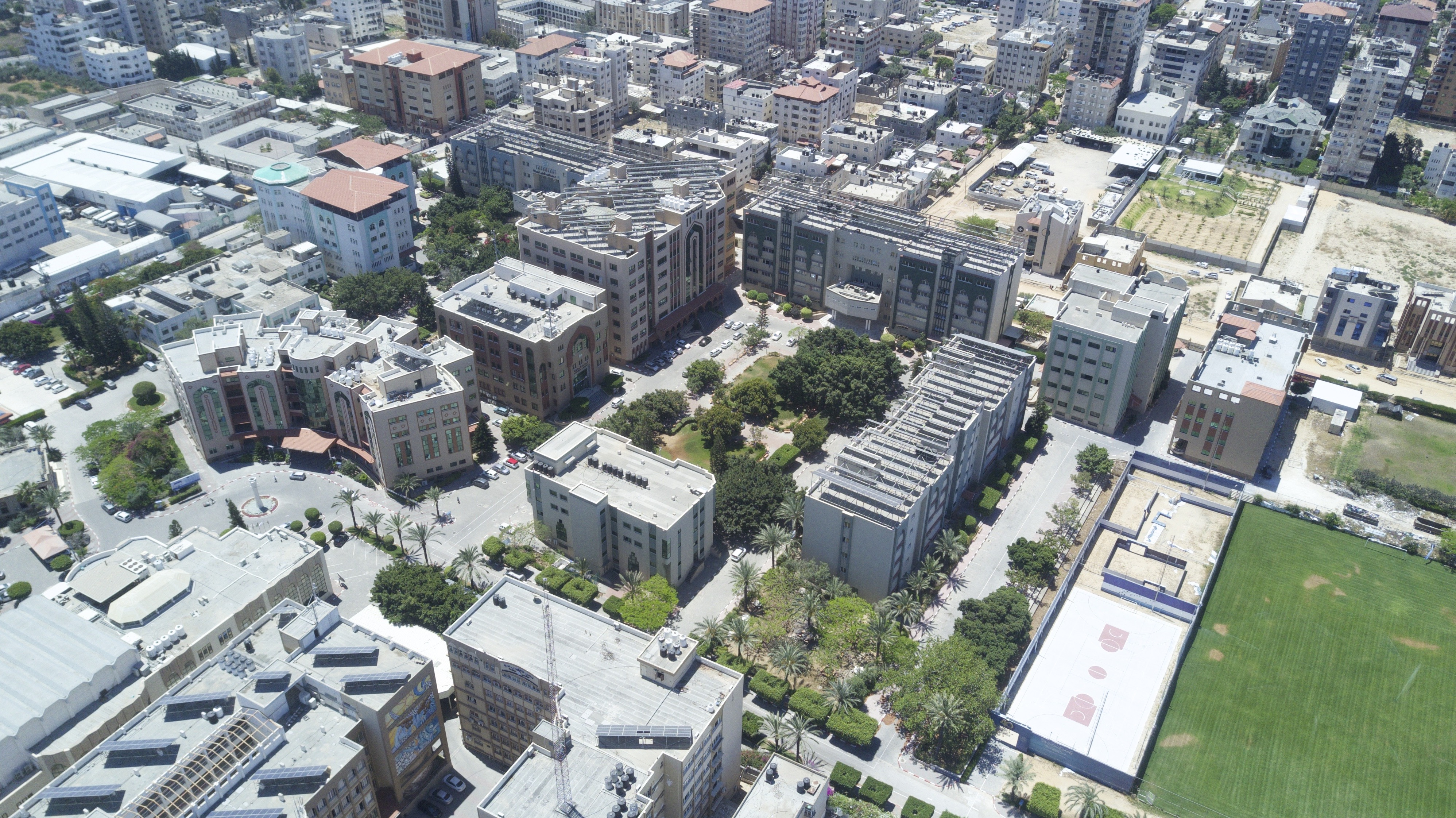
El campus principal en Gaza

La Universidad Islámica de Gaza está considerada una universidad grande, ubicada en el rango de entre 15.000 y 19.999 estudiantes. A mediados de 2023 tenía unos 18.000 estudiantes, con mayor proporción de mujeres que de hombres. El campus principal se encuentra en la ciudad de Gaza, con campus secundarios en Jan Yunis y Al Zahra. La superficie total de los tres campus es de 325.817 m². El campus de Al Zahra alberga la Facultad de Medicina y el Hospital de la Amistad Turco-Palestina.

## Facultades

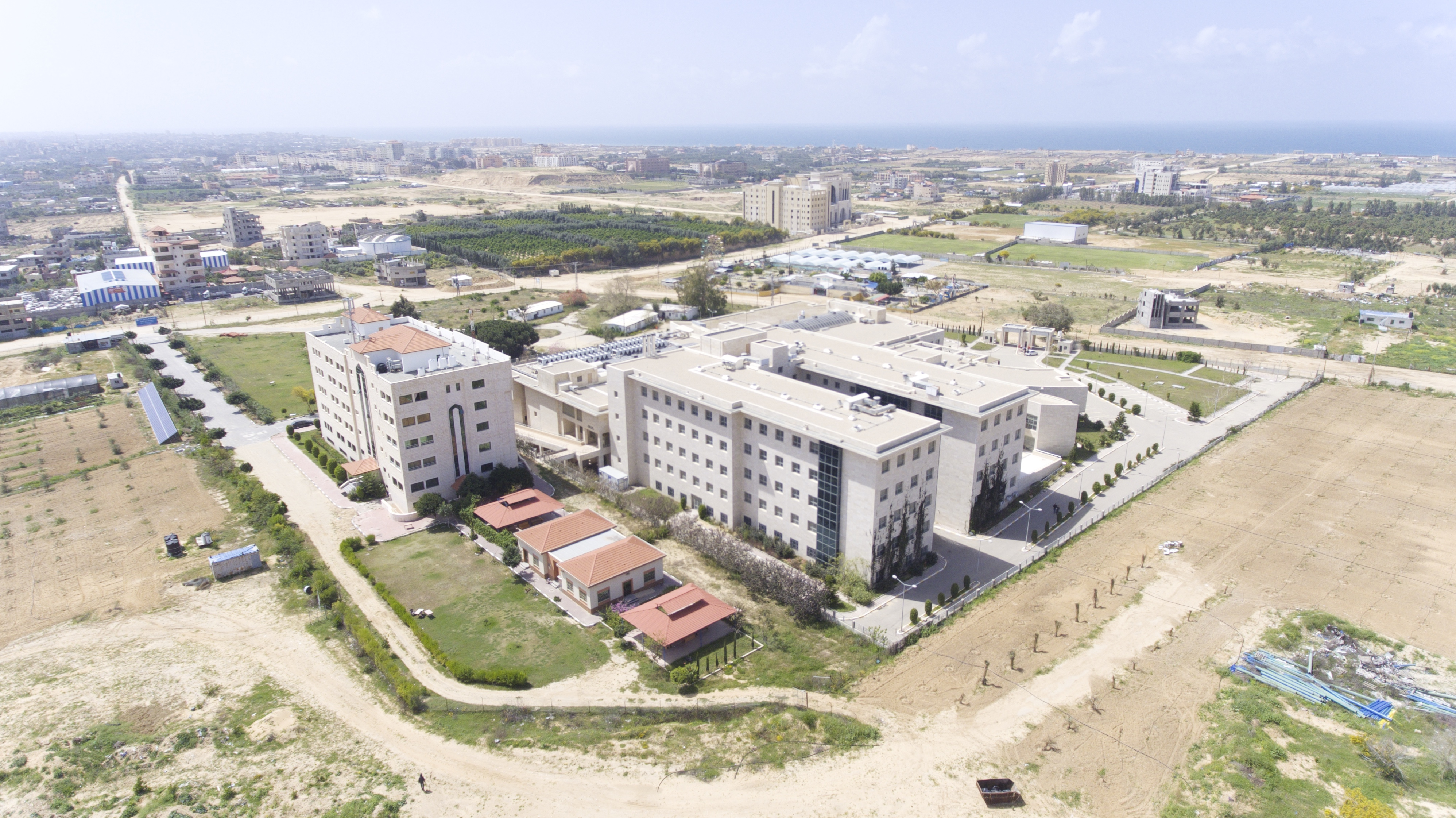
El campus de Al Zahra (Facultad de Medicina y Hospital de la Amistad Turco-Palestina)

La Universidad Islámica de Gaza alberga once facultades:
- Facultad de Artes
- Facultad de Educación
- Facultad de Ingeniería
- Facultad de Ciencias
- Facultad de Enfermería
- Facultad de Ciencias de la Salud
- Facultad de Medicina
- Facultad de Finanzas y Ciencias Administrativas
- Facultad de Informática
- Facultad de Derecho y Sharia
- Facultad de los Fundamentos de la Creencia (Usul al-Deen)

## Rankings
| Categoría                             | Rango   | Año  | Ranking                |
| ------------------------------------- | ------- | ---- | ---------------------- |
| Clasificación global                  | 601–800 | 2023 | Times Higher Education |
| Clasificación de universidades árabes | 91-100  | 2023 | Times Higher Education |
| Percentil general                     | 75º     | 2023 | Clasificación SCImago  |
| Percentil de investigación            | 57º     | 2023 | Clasificación SCImago  |
| Percentil de innovación               | 87º     | 2023 | Clasificación SCImago  |
| Percentil social                      | 60º     | 2023 | Clasificación SCImago  |
| Clasificación nacional                | 4º      | 2022 | UniRank                |
| Clasificación mundial                 | 2542º   | 2022 | UniRank                |

## Membresías y afiliaciones

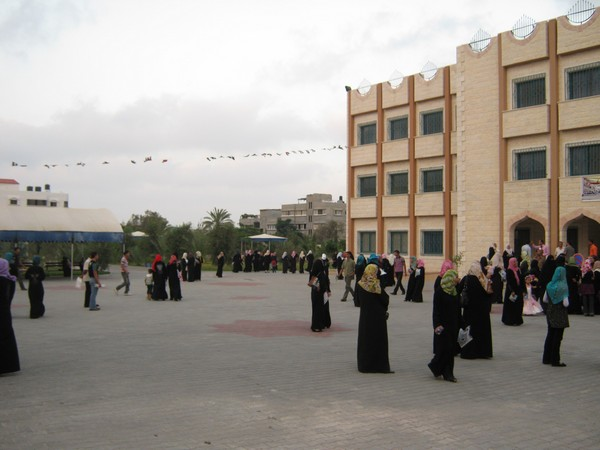
Estudiantes de la Universidad Islámica de Gaza

La Universidad Islámica de Gaza es miembro de doce asociaciones y redes regionales e internacionales de educación universitaria:
- Fundación Euromediterránea Anna Lindh
- Asociación de Universidades Árabes (AAU)
- Comunidad de Universidades Mediterráneas (CMU)
- Unión de Universidades Euroasiáticas (EURAS)
- Consorcio Euromediterráneo de Universidades TETHYS
- Federación de Universidades del Mundo Islámico (FUIW)
- Asociación Internacional de Universidades (AIU)
- Unión de Universidades del Mediterráneo (UNIMED)
- Programa de Paz
- Réseau Méditerranéen des Ecoles d'Ingénieurs (RMEI)
- La Universidad Euromediterránea (EMUNI)
- Red académica del Mar Negro y el Mediterráneo Oriental (BSEMAN)

La universidad también ha desarrollado alianzas y proyectos con 142 instituciones de educación superior de todo el mundo.

## Donantes
La universidad ha aceptado donaciones de la Alianza para los Niños del Oriente Medio para sus esfuerzos de reconstrucción. Otros donantes son la Arab Student Aid International, United Palestine Appeal, Islamic Relief, el British Council, el Banco Mundial, USAID, el Banco Islámico de Desarrollo y Human Appeal International.

## Ataque de febrero de 2007
En febrero de 2007, durante el apogeo de  los combates entre Hamás y Fatah, la Guardia Presidencial de la Autoridad Nacional Palestina y milicianos de Fatah atacaron el campus de la Universidad Islámica de Gaza utilizando morteros y granadas propulsadas por cohetes, incendiando el edificio de la biblioteca y partes de la Facultad de Informática y de las Ciencias.

## Daños causados por ataques aéreos israelíes
Poco después de la medianoche del 28 de diciembre de 2008, la universidad fue bombardeada en seis ataques aéreos consecutivos de la Fuerza Aérea Israelí durante la guerra de Gaza de 2008. El ataque destruyó varios edificios importantes, incluidos 74 laboratorios utilizados por estudiantes de ciencias e ingeniería y la Exposición de Biología, que contenía un archivo de biodiversidad regional y especímenes históricos.
Un portavoz del ejército israelí dijo a The Chronicle of Higher Education que Hamás estaba utilizando las instalaciones universitarias para desarrollar y almacenar armas, incluidos cohetes Qassam. Hamás negó dicha acusación. Human Rights Watch afirmó que la justificación de Israel «no explica por qué un segundo ataque demolió el edificio de las mujeres». La Misión de Investigación de las Naciones Unidas sobre el Conflicto de Gaza analizó el ataque y cuestionó las afirmaciones israelíes, llegando a la conclusión de que «la misión también consideró la destrucción causada en la Universidad Islámica de Gaza y en otros edificios universitarios que fueron destruidos o dañados. Se trataba de edificios civiles, educativos, y la Misión no encontró ninguna información sobre su uso como instalación militar o su contribución a un esfuerzo militar que pudiera haberlos convertido en un objetivo legítimo a los ojos de las fuerzas armadas israelíes».
En su respuesta al ataque, la universidad anunció en un comunicado de prensa el 21 de enero de 2009 que la Universidad Islámica de Gaza es una institución independiente de educación superior en Gaza, la más grande entre las universidades palestinas, que atiende a 20.000 estudiantes y es miembro acreditado de varias asociaciones y organizaciones académicas regionales e internacionales. Según el comunicado de prensa, el ataque destruyó los edificios de Ciencias e Ingeniería y dañó varios más. La universidad hizo un llamamiento a los académicos y a las instituciones de educación superior y de derechos humanos locales, regionales e internacionales para que se manifestasen contra los ataques.
Varias instituciones académicas internacionales han procedido a expresar su compromiso de apoyar a la Universidad Islámica de Gaza y a otras universidades en la Franja. La Asociación Internacional de Universidades, de la que la UIG es miembro, afirmó que había escrito a la universidad para expresar su profunda preocupación por los efectos de la guerra y que estaba dispuesta a movilizar a las universidades de la asociación en apoyo de sus esfuerzos de reconstrucción. De manera similar, el profesor Espen Bjertness, de la Universidad de Oslo y miembro del Comité Directivo de PEACE, destacó que «la triste situación para todos los académicos causada por el bombardeo de nuestra universidad miembro, la Universidad Islámica de Gaza, y del Programa de Salud Mental de la Comunidad de Gaza, exige la adopción de medidas adecuadas».
La universidad fue bombardeada nuevamente durante el conflicto entre Israel y Gaza de 2014. El 2 de agosto, un ataque aéreo israelí impactó contra el edificio administrativo, causando graves daños en él y en los edificios cercanos, así como a la mezquita de la universidad. El ejército israelí afirmó sin pruebas que había atacado un centro de «desarrollo de armas» en la universidad, lo que la universidad negó.
El campus universitario de la ciudad de Gaza fue bombardeado y sus edificios destruidos en la noche del 10 de octubre de 2023, durante la primera semana de la guerra entre Israel y Gaza de 2023-24. Las fuerzas israelíes afirmaron, sin aportar pruebas, que la universidad había servido como «institución de formación para el desarrollo y producción de armas». El campus vecino de la Universidad Al-Azhar también fue bombardeado durante la misma noche.

## Relación con Hamás
Según The Chronicle of Higher Education, la Universidad Islámica de Gaza fue cofundada en 1978 por el jeque Ahmed Yassin, que años después fundaría el grupo paramilitar y partido político palestino Hamás. En junio de 1996, el congresista estadounidense Charles Schumer afirmó que la Universidad Islámica de Gaza era «conocida como un bastión de Hamás».
Samar Sabih, considerada la primera mujer fabricante de bombas de Hamás, fue reclutada mientras estudiaba en la Universidad Islámica de Gaza en 2003, según fuentes de seguridad israelíes.
En 2006, Jameela El Shanty, profesora de la universidad, dijo que «Hamás construyó esta institución. La universidad presenta la filosofía de Hamás. Si quieres saber qué es Hamás, puedes saberlo en la universidad».
En 2007, la Oficina del Inspector General de los Estados Unidos afirmó en una auditoría sobre la ayuda estadounidense a las universidades palestinas que la Universidad Islámica de Gaza había sido investigada ocho veces de 2002 a 2007 y «la investigación no reveló información que pudiera impedir que se otorgasen las ayudas».
Steven Erlanger, exjefe de la oficina de Jerusalén de The New York Times, describió a la Universidad Islámica de Gaza como «uno de los principales medios de Hamás para convertir a los palestinos a su causa islamista» en un artículo de 2007 sobre las luchas internas palestinas y los ataques aéreos israelíes en la Franja de Gaza. Esta opinión fue criticada por economista política Sara Roy, de laUniversidad de Harvard, quien afirmó que «no puede haber ninguna duda de que Hamás trabaja en el marco de las instituciones islámicas en la Franja de Gaza, y que existen ciertos vínculos directos entre Hamás y muchas de las instituciones sociales y económicas (...). Sin embargo, es mucho más cuestionable si existe un vínculo automático e inevitable entre Hamás y las instituciones sociales y económicas islámicas, si esos vínculos son inherentemente subversivos o si tales instituciones promueven el radicalismo y la violencia, como se presupone frecuentemente». Roy también explicó que «la lógica sostiene que los clientes institucionales se vinculan automáticamente con Hamás y constituyen una base de apoyo para el islam político. Como resultado, se presupone que las instituciones sociales islámicas se convierten en centros de reclutamiento para el ala militar de Hamás. Sin embargo, hay pocas pruebas sólidas que respalden cualquiera de estas acusaciones».
Marcy Newman y Akram Habeeb, que escribieron para la Middle East Children's Alliance en 2009, negaron también esos vínculos con Hamás argumentando que «igualmente importante para nuestros colegas estadounidenses es desterrar la falsa etiqueta de que la Universidad Islámica de Gaza es una institución "controlada por Hamás". Así como los palestinos de Gaza se identifican con una variedad de partidos políticos, los estudiantes, la junta directiva, el profesorado y el personal de la UIG representan esa realidad. La UIG es una universidad como cualquier otra en los Territorios Palestinos que refleja la diversidad de su población».
En 2010, el periodista Thanassis Cambanis escribió en The Boston Globe que la universidad era «el grupo de expertos y la sala de máquinas de Hamás», en línea con las afirmaciones del ejército israelí, que en octubre de 2023 acusó a Hamás de convertir la universidad «en un campo de entrenamiento para el desarrollo de armas y de su inteligencia militar».

## Profesores destacados
- Sufyan Tayeh fue presidente de la Universidad Islámica de Gaza y un destacado investigador en física y matemáticas aplicadas.[13] Fue nombrado presidente de la Unesco en Palestina de Ciencias Físicas y Astrofísicas y fue incluido en la lista del «2% de científicos del mundo identificados por la Universidad de Stanford» en 2021.[47] El ejército israelí mató a Tayeh con un ataque aéreo en el campo de refugiados de Jabalia durante la guerra entre Israel y Gaza de 2023-24.
- Refaat Alareer era un profesor de literatura que murió en un ataque aéreo israelí en 2023, junto con su hermano, su hermana y los tres hijos de esta, durante la guerra de Gaza de 2023-24.
- Omar Ferwana, decano de la Facultad de Medicina, murió por un ataque israelí el 15 de octubre de 2023.[48]
- Nasser Abu Al-Nour, decano de la Facultad de Enfermería, murió por un ataque israelí el 21 de febrero de 2024.[49]
- Nizar Rayan, profesor de Sharia, asesinado por Israel el 1 de enero de 2009.[50]
- Yamila Abdalá Taha al Shanti, profesora de Estudios Ingleses y diputada de Hamás en el Consejo Legislativo Palestino, muerta en un bombardeo israelí el 19 de octubre de 2023.[51]
- Abdel Aziz al-Rantisi, cofundador de Hamás.[52]
- Yunis Al Astal, dirigente de Hamás y miembro del Consejo Legislativo Palestino.[53]
- Ismail Abu Shanab, uno de los fundadores de Hamás.[54]

## Estudiantes destacados
- Refaat Alareer, profesor de literatura y poeta.
- Wael Al-Dahdouh, periodista.[20]
- Mosab Abu Toha, poeta.[20]
- Sara Al-Saqqa, cirujana.[55]
- Manar al-Sharif, periodista.[56]
- Khalil al-Hayya, político de Hamás y miembro del Consejo Legislativo Palestino.[57]
- Mohammed Dahlan, exlíder de Fatah en la Franja de Gaza.[20]
- Ismail Haniya, exlíder político de Hamás, estudió literatura árabe.[20]
- Ahmed Jabari, exlíder de las Brigadas de Ezzeldin al-Qassam, estudió historia.[58]
- Asma Mustafa, educadora, Maestra Global del Año 2020.[59]
- Yahya Sinwar, líder de Hamás.[20]
- Ismail al-Ghoul, periodista.[60]
- Hiba Kamal Abu Nada, poetisa, novelista, bioquímica, nutricionista, activista feminista y colaboradora de Wikipedia, asesinada en un bombardeo israelí el 20 de octubre de 2023.[61]

## Galería

Imágenes seleccionadas de los campus de la Universidad Islámica de Gaza durante los últimos 15 años
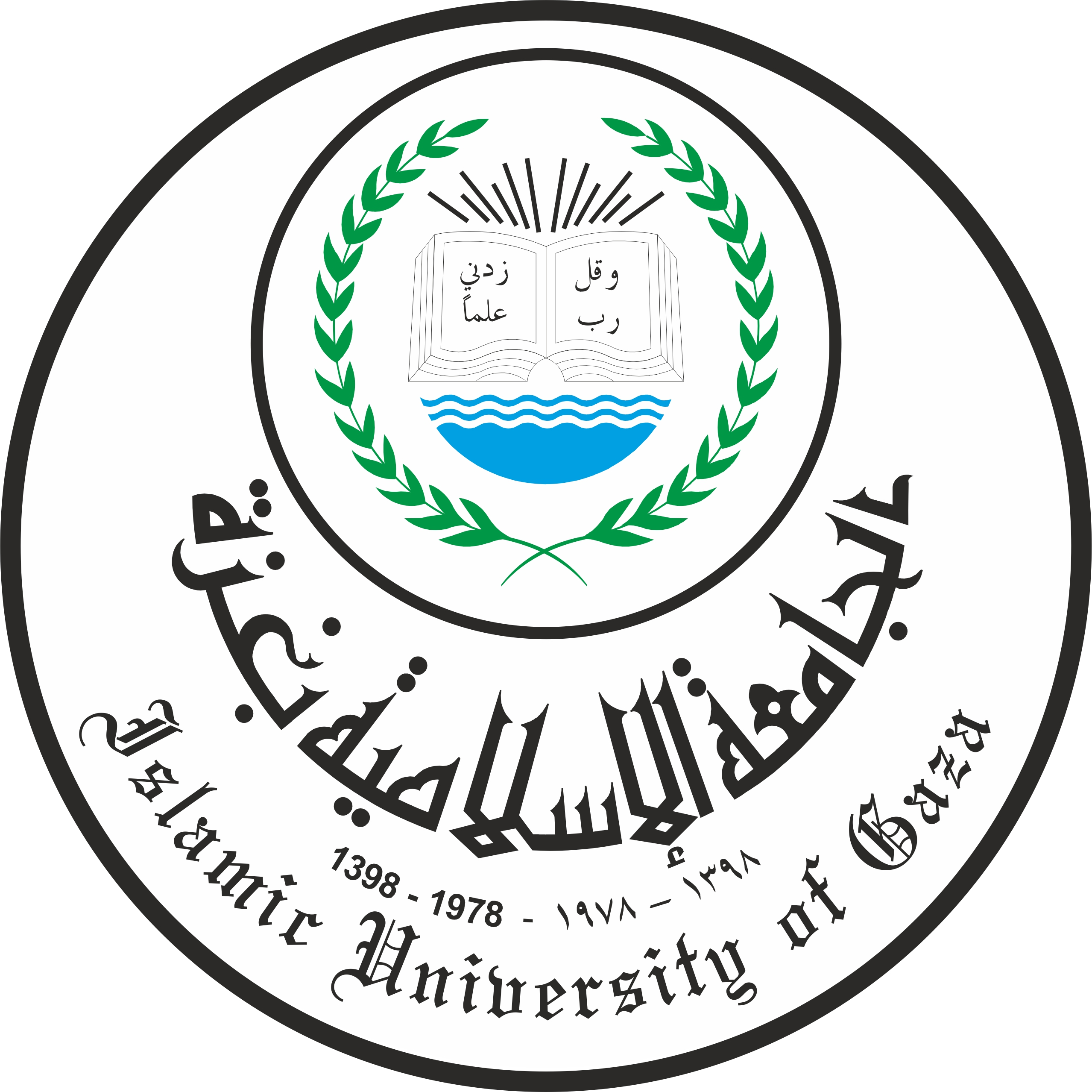
Logotipo oficial
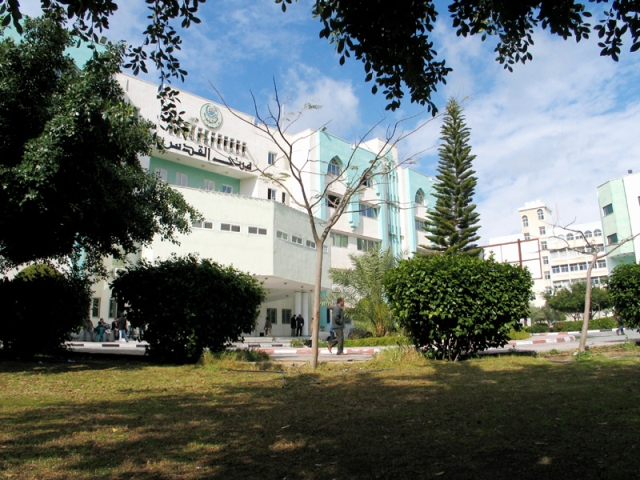
Edificio Al-Quds (Facultad de Ingeniería)
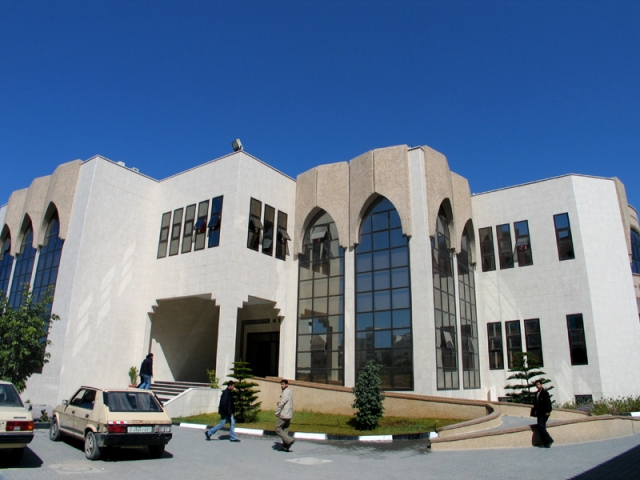
Sala principal de conferencias
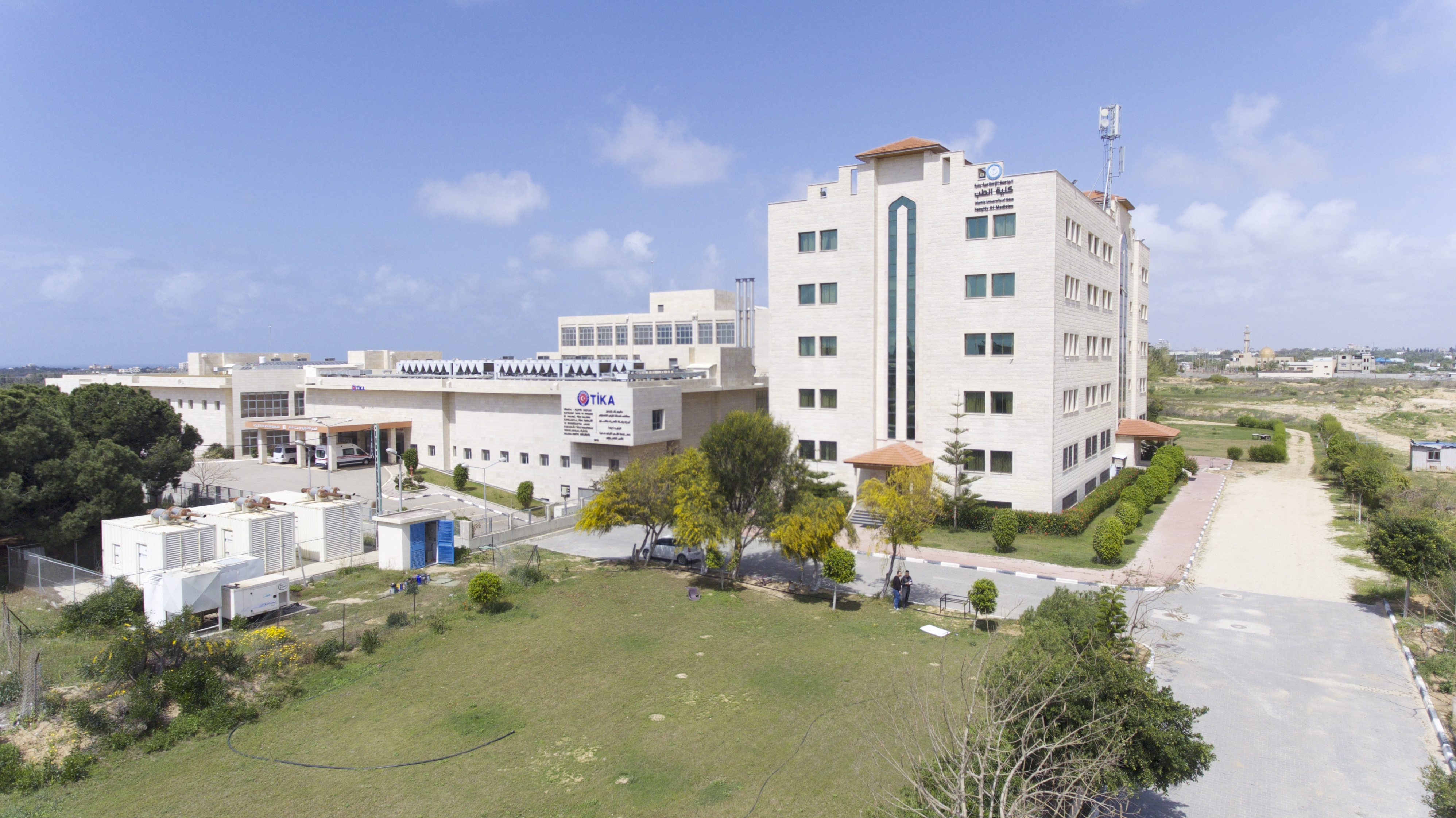
Facultad de Medicina y Hospital de la Amistad Turco-Palestina (vista sur)
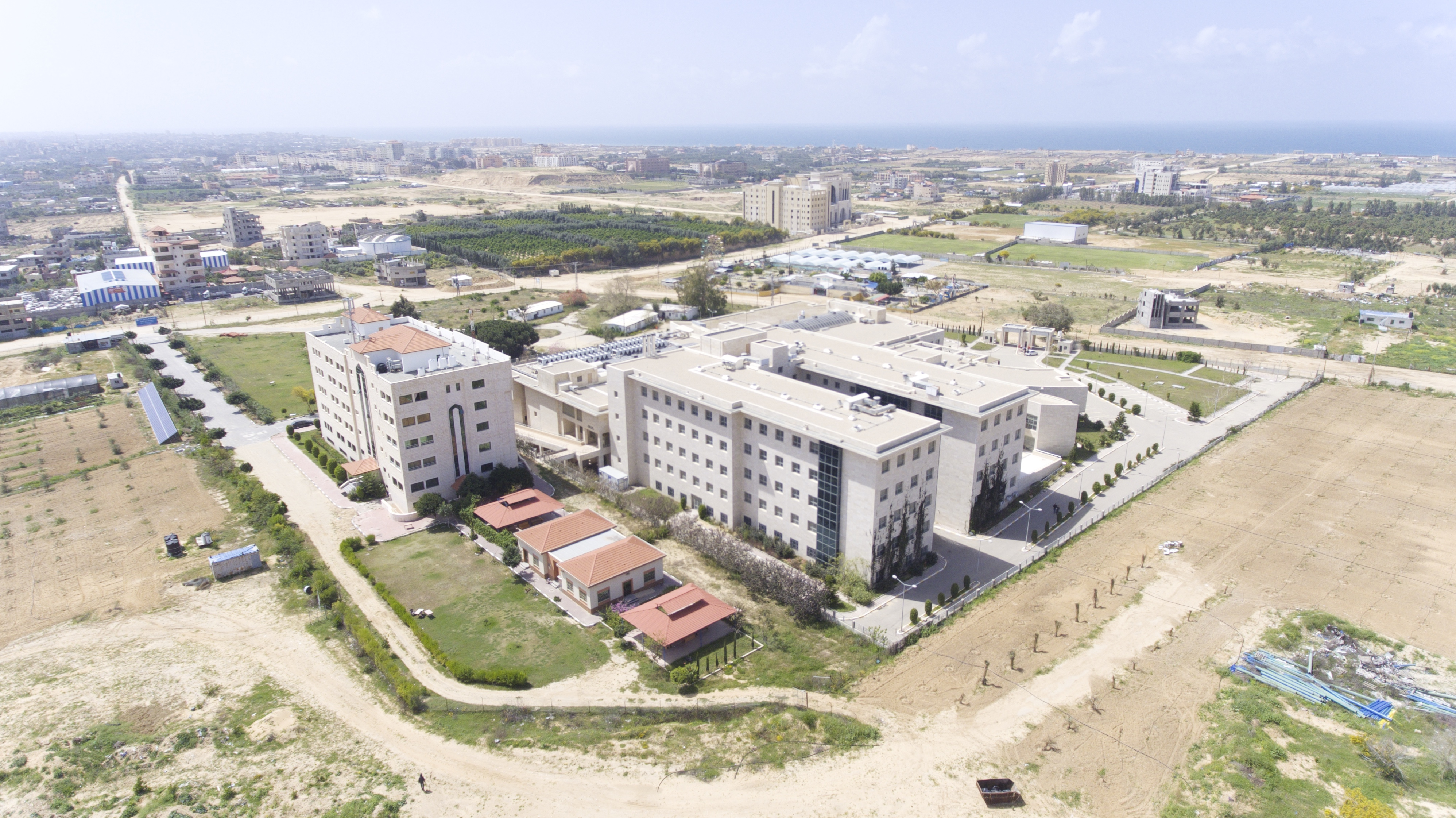
Facultad de Medicina y Hospital de la Amistad Turco-Palestina (vista norte)
Edificio administrativo (centro), mezquita (izquierda), cafetería y edificios Taiba (derecha)
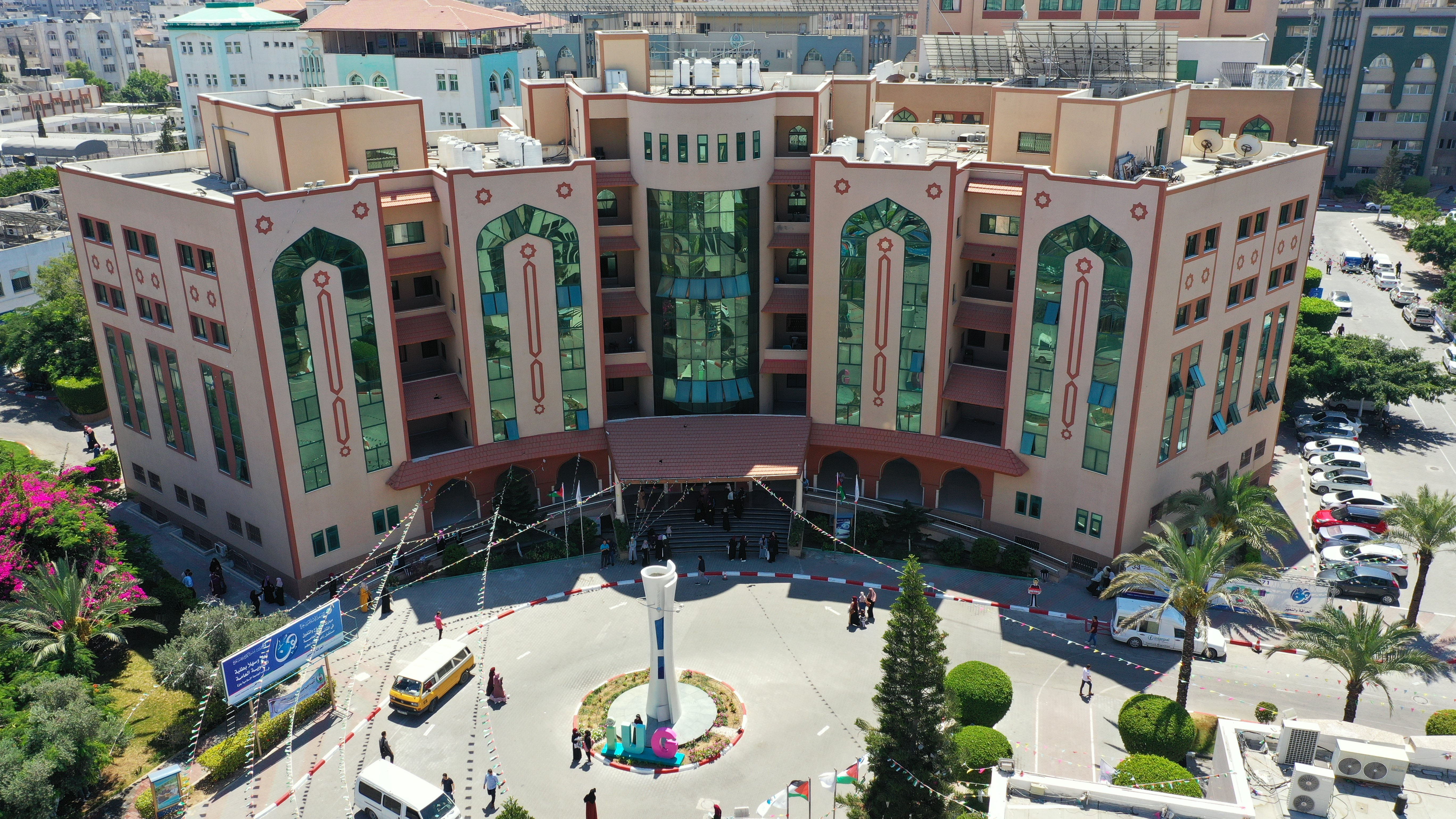
Edificio administrativo
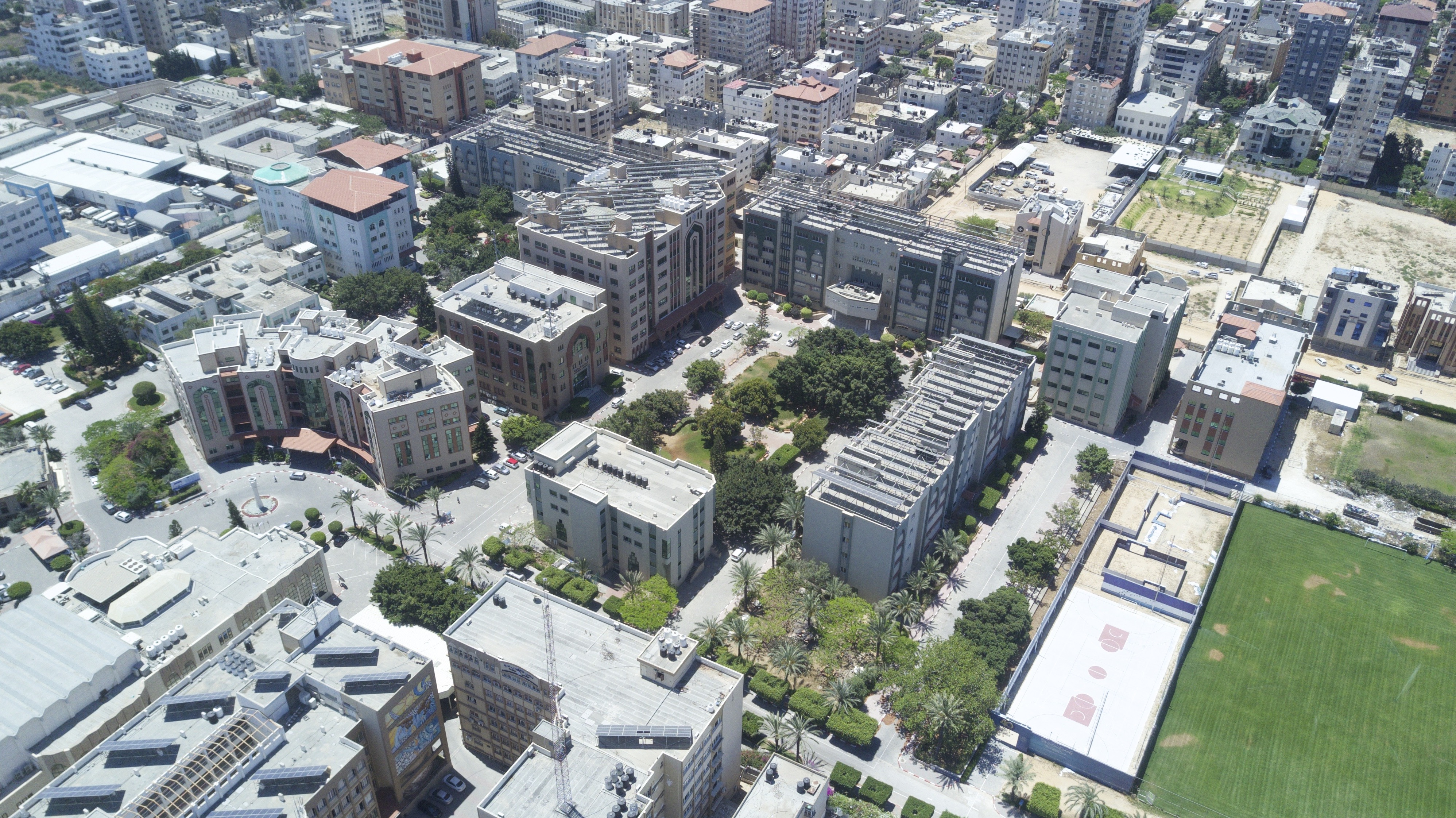
Vista aérea del campus
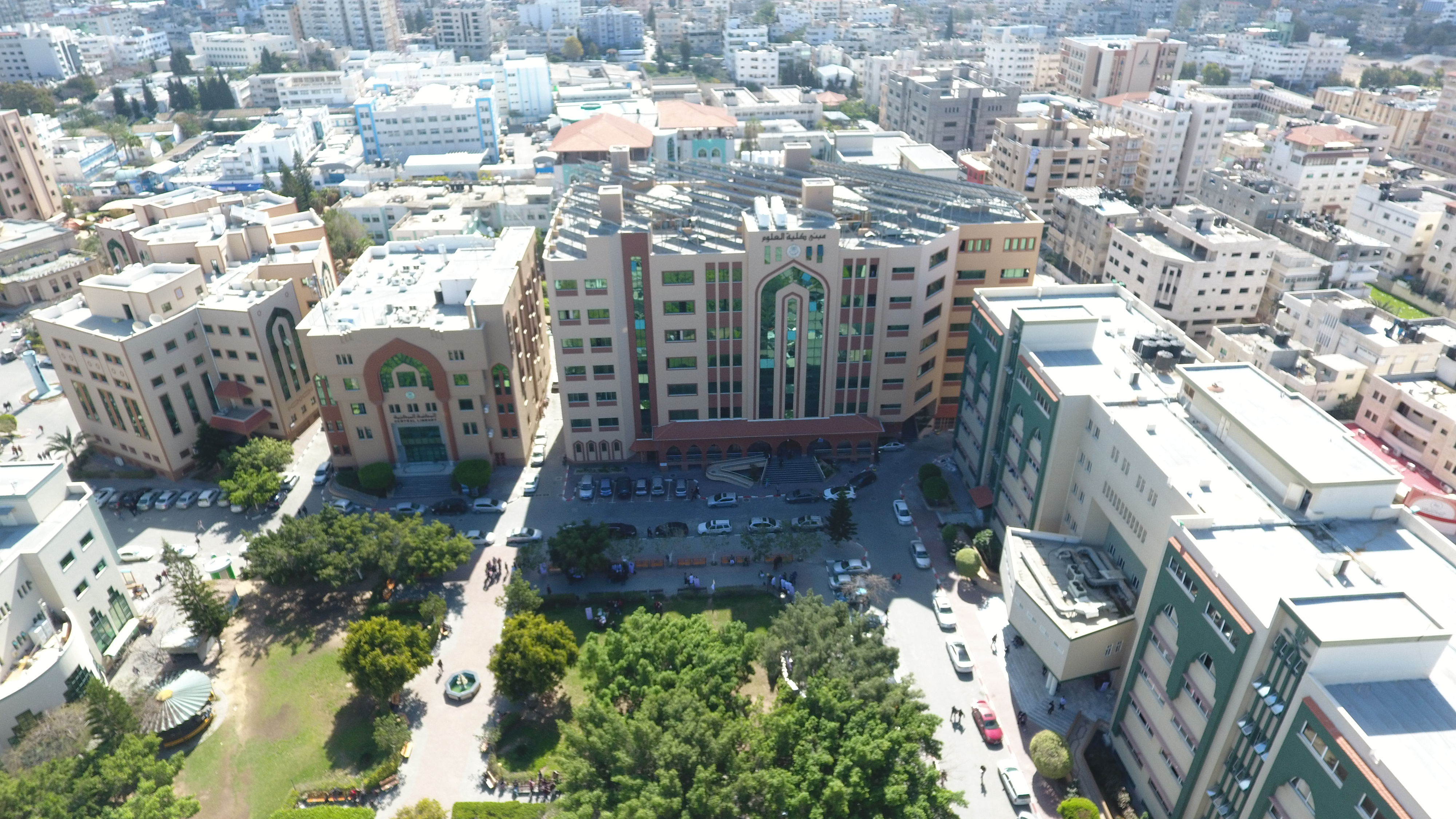
Facultad de Ciencias (centro) y biblioteca (izquierda)
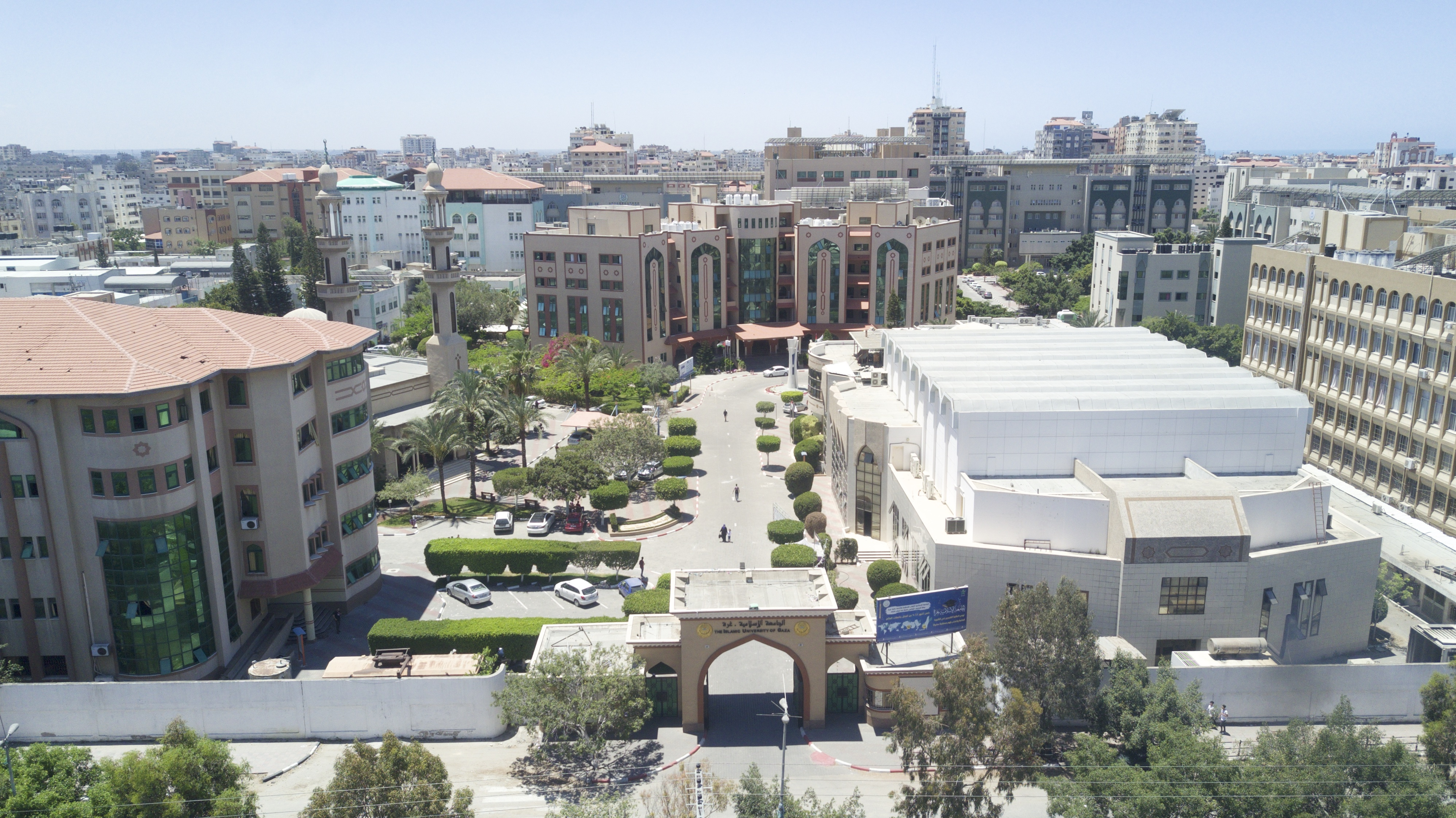
Sala de conferencias (derecha) y edificio de formación continua (izquierda)
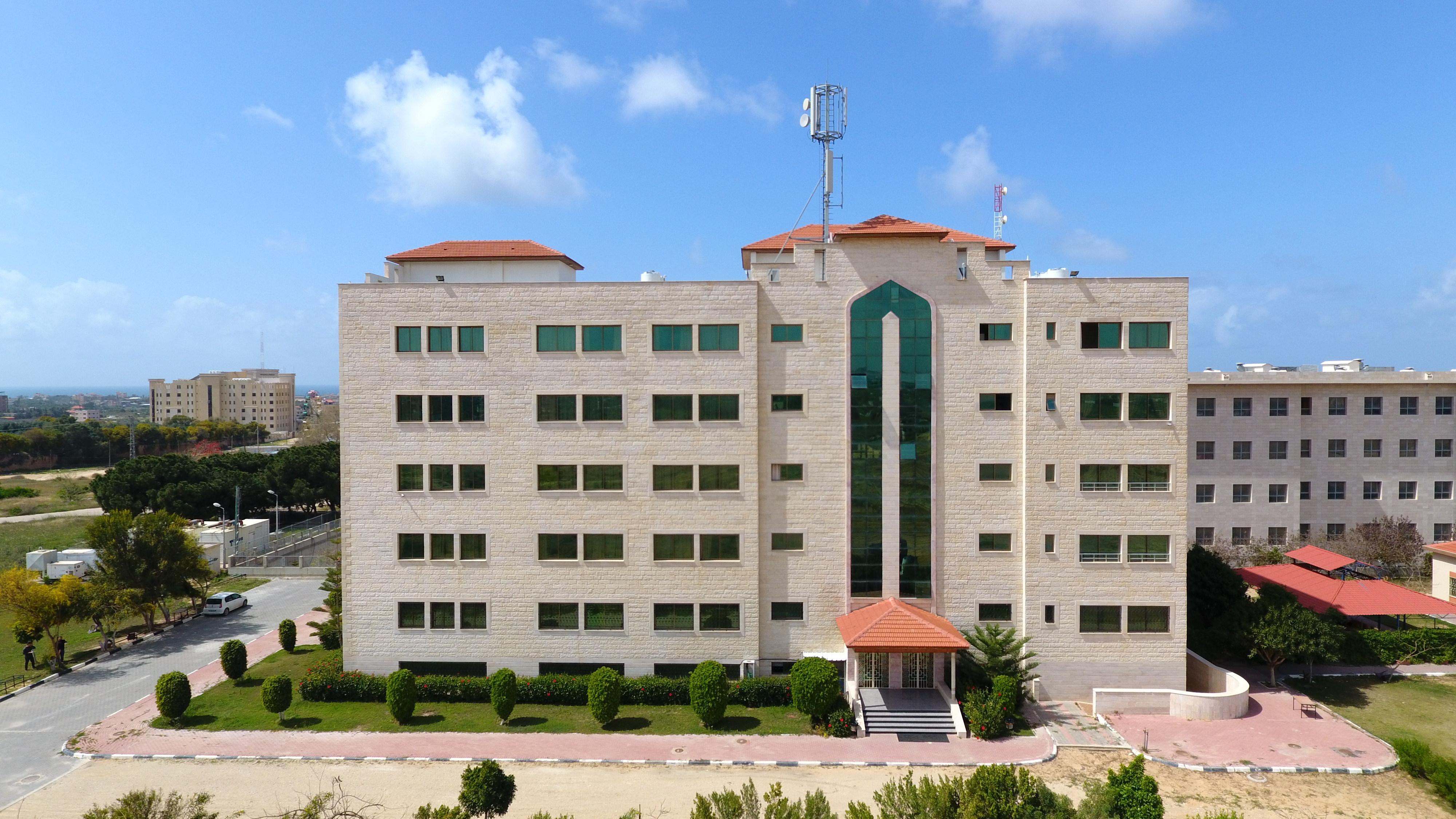
Facultad de Medicina (vista este)